# Sylvain Blanquefort
Sylvain Blanquefort, né le 25 novembre 1985 à Agen, est un coureur cycliste et directeur sportif français. Coureur durant les années 2000 et 2010, il est actuellement directeur sportif de l'équipe continentale suisse Swiss Racing Academy.

## Biographie
Fin 2016, il décide de mettre fin à sa carrière de coureur et devient directeur sportif du GSC Blagnac Vélo Sport 31. En 2018, il rejoint le CR4C Roanne.
Depuis 2019 il est directeur sportif de Tudor.

## Palmarès

### Palmarès sur route
- 2008
  - Tour du Lot-et-Garonne
- 2009
  - 2e du Tour du Lot-et-Garonne
- 2011
  - 2e du Grand Prix de Lignac
  - 2e du Prix Marcel-Bergereau
  - 3e du Circuit de l'Adour
  - 3e du Trophée de l'Essor
  - 3e du Grand Prix d'ouverture Pierre Pinel
  - 3e de Bordeaux-Saintes
- 2012
  - Boucle de l'Artois :
    - Classement général
    - 1re étape

  - 2e étape du Critérium des Deux Vallées
  - 1re étape des Quatre Jours des As-en-Provence
  - Jard-Les Herbiers
  - 2e du Prix Marcel-Bergereau
  - 3e du Tour du Canton de Saint-Ciers
  - 3e du Circuit Nantes-Atlantique
- 2013
  - 4e étape du Tour des Deux-Sèvres
  - 1re étape du Tour du Piémont pyrénéen
  - 2e du Prix Marcel-Bergereau
- 2014
  - 3e étape du Circuit des Vignes
  - 3e étape du Tour des Deux-Sèvres
  - Route d'Or du Poitou
- 2015
  - 3e du Grand Prix d'Availles-Limouzine

### Classements mondiaux
| Année           | 2008 | 2009 | 2010 | 2011 | 2012 | 2013 | 2014 | 2015 |
| --------------- | ---- | ---- | ---- | ---- | ---- | ---- | ---- | ---- |
| UCI Europe Tour | 775e | 934e | nc   | nc   | 646e | nc   | nc   | nc   |

### Palmarès sur piste

#### Championnats de France
- 2006
  -  Champion de France de poursuite par équipes (avec Mickaël Delage, Matthieu Ladagnous, Jonathan Mouchel et Mikaël Préau)
  - 3e de l'américaine